# Närvarande
Närvarande är en svensk dokumentärfilm från 2003 i regi av Jan Troell. Filmen skildrar Georg Oddner under 50 år från barndomen i Estland och Sovjetunionen till nutid.